# Feldolgozási szintek elmélete
Feldolgozási szintek elmélete (angol nyelven: Levels-of-processing effect) Emlékezetelmélet, mely szerint a formai és szemantikai feldolgozás közötti válogatás a feladathelyzettől függ.

## Az elmélet
R.S. Lockhart és Fergus I. M. Craik 1972-es elmélete szerint amire emlékezünk, az nem maga a tárolt információ, hanem a különböző szintű feldolgozási és a tárolási folyamatok végeredménye, amelyből következtethetünk magára a feldolgozott elemre.

## A modell
Modelljük három szinten képzeli el a feldolgozást:
1. alacsonyabb, felszínesebb szint (szenzoros)
2. fonológiai
3. mély szint (szemantikai)

A felszínes feldolgozás meglehetősen gyengén felidézhető emléknyomokat, a mélyebb és alaposabb feldolgozás pedig tartósabb emléknyomokat eredményez.

## Alátámasztás
Ezt a modellt Craik és Tulving kísérletével támasztották alá:
A kísérleti személyek össze nem függő szólistát kaptak és a különböző műveleteket kellett rajta végezniük. Az egyik személynek az inger fizikai jellemzőjéről kellett döntenie (kis- vagy nagybetűvel vannak írva a szavak? - alacsony szint), a másik személynek az inger akusztikai jellemzőjéről (rímelnek-e bizonyos szavakkal? - mélyebb kódolási szint), a harmadiknak pedig az inger szemantikai aspektusáról (egy adott szó belehelyezhető-e bizonyos mondatokba - mély szint). A kísérlet a véletlen tanulást vizsgálta. Ezek után egy felismerési feladatban tesztelték, hogy mely szavakra emlékeznek a kísérleti személyek. Az eredmény a modellnek megfelelően az lett, hogy a szemantikai kódolást követően jobb a felidézési teljesítmény, mint az alacsonyabb szinteken.

## Tanulság
A strukturális emlékezetelméletek elkülönítik a hosszú és rövid távú emlékezeti tárakat, a hosszú távú tanulást pedig döntően a rövid távú tár függvényeként határozzák meg. Craik és Lockhart cikke azt hangsúlyozta, hogy hasznosabb a feldolgozás módjára és az emlékezéshez hozzájáruló folyamatokra koncentrálni, nem pedig olyan hipotetikus emlékezeti struktúrákról beszélni, mint a hosszú távú(LTM) és a rövid távú emlékezeti tárak(STM). Alapjaiban azonban nem veti el a rövid idejű emlékezet (PS) és a hosszú idejű tár(LTS) létezését, csak más folyamatokban látják szerepüket.